# Mistrzostwa Nordyckie w Zapasach 2010
Mistrzostwa odbyły się 7 sierpnia 2010 roku w duńskim mieście Nykøbing Falster.

## Tabela medalowa
Gospodarz zawodów został zaznaczony kolorem.
| Poz. | Państwo   |   |   |   | Łącznie |
| ---- | --------- | - | - | - | ------- |
| 1    | Finlandia | 2 | 1 | 4 | 7       |
| 2    | Estonia   | 2 | 0 | 2 | 4       |
| 3    | Szwecja   | 1 | 3 | 1 | 5       |
| 4    | Dania     | 1 | 2 | 0 | 3       |
| 5    | Norwegia  | 1 | 1 | 0 | 2       |
|      | Łącznie   | 7 | 7 | 7 | 21      |

## Wyniki

### Styl klasyczny
| Konkurencja        | Złoto            | Srebro             | Brąz                  |
| Kategoria do 55 kg | Thomas Rønningen | Anders Rønningen   | Antero Perez Juntunen |
| Kategoria do 60 kg | Anar Zeinalov    | Tobias Fonnesbek   | Robin Nilsson         |
| Kategoria do 66 kg | Vahab Daneshvar  | Frederik Ekström   | Jarkko Ala-Huikku     |
| Kategoria do 74 kg | Mark Madsen      | Valtteri Moisio    | Henri Välimäki        |
| Kategoria do 84 kg | Eerik Aps        | Jim Pettersson     | Alo Toom              |
| Kategoria do 96 kg | Rami Hietaniemi  | Fredrik Schön      | Antti Hakala          |
| Kategoria 120 kg   | Taisto Lalli     | Sebastian Lönnborn | Andrus Spiridonov     |